# Christian Lorenz Müller

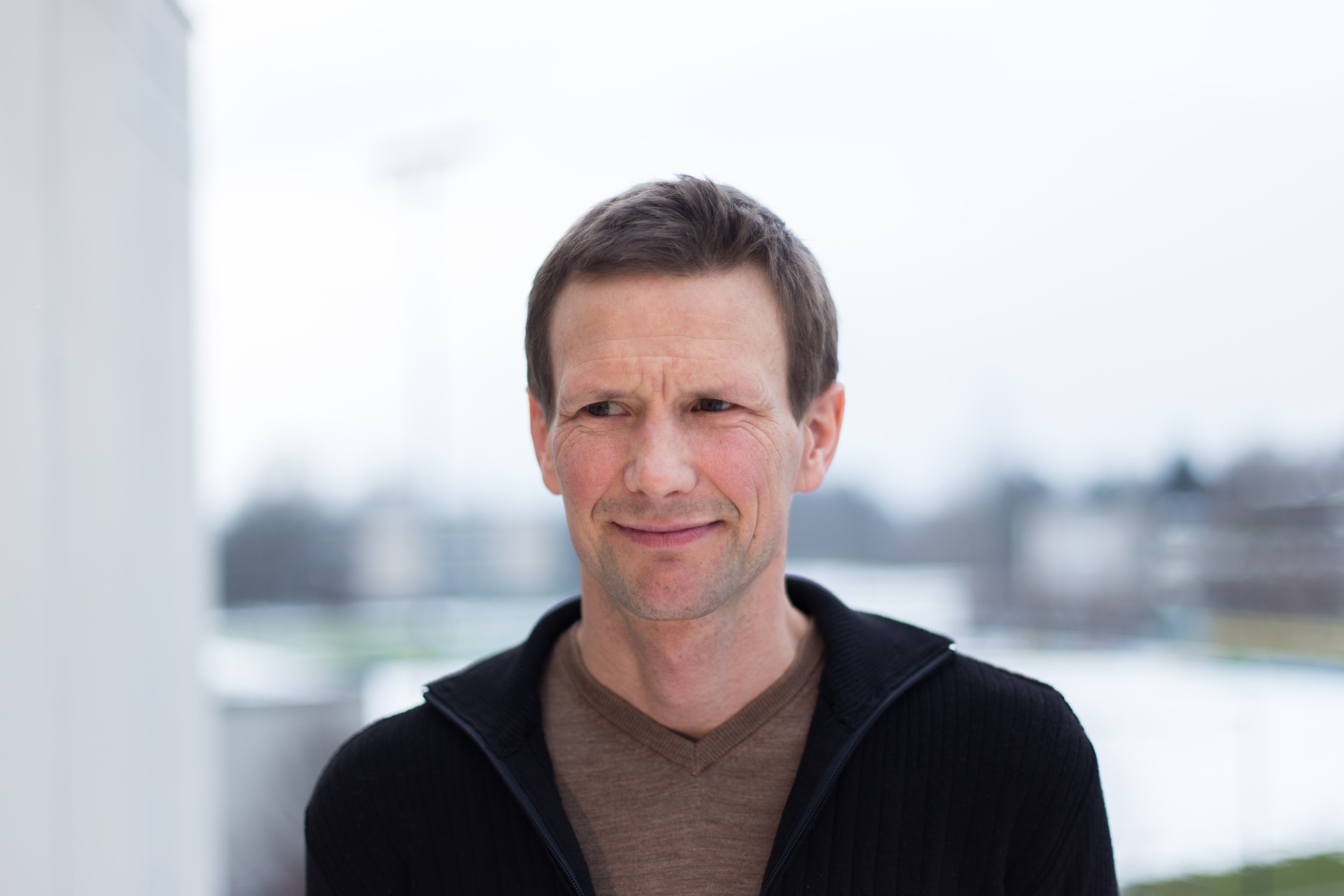
Christian Lorenz Müller 2018

Christian Lorenz Müller (* 5. Jänner 1972 in Rosenheim) ist ein österreichischer Schriftsteller. Er veröffentlicht Romane, schreibt Buchkritiken und arbeitet als Redakteur für die deutsche Literaturzeitschrift Konzepte. Müller lebt in Salzburg.

## Leben
Christian Lorenz Müller wuchs im oberbayerischen Brannenburg auf. Fünfzehn Jahre lang übte er den erlernten Beruf des Trompetenmachers aus, ehe er sich ganz dem Schreiben widmete.
Seit dem Jahr 2015 ist er Prosaredakteur der deutschen Literaturzeitschrift Konzepte. Er schreibt Literaturkritiken für die Salzburger Nachrichten, die Literaturzeitschrift Literatur und Kritik sowie das Online-Portal poetenladen. Gedichte veröffentlicht er vor allem im Lyrik- und Kurztexte-Blog Der goldene Fisch.

## Werk
Die eigentliche Hauptperson in Müllers Romanen ist die Vergangenheit. Ob seine Protagonistinnen und Protagonisten wollen oder nicht: Die Vergangenheit ist stets präsent und bestimmt ihr Leben in der Gegenwart entscheidend mit. Speziell in seinen Gedichten bedient sich der Autor meist einer auffallend metaphernreichen Sprache.

## Veröffentlichungen (Einzeltitel)
- Wilde Jagd, Roman, Verlag Hoffmann und Campe 2010, ISBN 978-3-455-40289-6.
- Ziegelbrennen, Roman, Otto Müller Verlag 2018, ISBN 978-3-7013-1262-7.
- Unerhörte Nachrichten, Roman, Otto Müller Verlag 2020, ISBN 978-3-7013-1281-8.
- Radieschen-Revolution, Roman, Otto Müller Verlag 2024, ISBN 978-3-7013-1320-4.

## Auszeichnungen
- 1999 Stadtschreiber von Schwaz in Tirol
- 2012 Grenzgänger-Stipendium der Robert-Bosch-Stiftung
- 2012 Bayerischer Literaturförderungspreis
- 2012 Würdigungsstipendium der Literar-Mechana Wien
- 2012 Georg-Trakl-Förderungspreis
- 2014 Rosenheimer Literaturpreis